# Le Noir Scipion
Le Noir Scipion (ancien titre : Le Nègre Scipion ; en portugais O Negro Cipião ; en anglais Scipio, the Negro) est une peinture de Paul Cézanne (1839-1906), conservée au Musée d'art de São Paulo au Brésil.

## Description
Paul Cézanne fait des recherches plastiques, et élabore une esthétique nouvelle. Pour ce torse nu et obtenir le marron, il fait des mélanges et travaille les pigments pour donner du reflet de la lumière sur la peau. Au cours de la période 1862-1870 il utilise une pâte épaisse et une palette sombre.
Cette œuvre est une expression de la condition humaine. Les couleurs sont foncées et posées sur la toile en touches épaisses, à l'aide d'un couteau. En représentant cet homme, prostré par la fatigue, Cézanne montre bien que l'abolition de l'esclavage n'a pas supprimé l'oppression. 
Le modèle de Scipion était l'un des rares artistes noirs des ateliers parisiens. Les interprètes de l'œuvre l'associent aux débats abolitionnistes de la seconde moitié du XIXe siècle et la comparent à la célèbre photographie américaine Le Dos fouetté (1863), où l'esclave Gordon apparaît dans une position similaire, portant des marques de fouet. Le rythme des coups de pinceau et les tons prennent alors une signification nouvelle : ils évoquent des coupures dans la chair. L'œuvre témoigne d'un dialogue intense entre l'art moderne et les conflits sociaux de l'époque.

## Histoire du tableau
La toile faisait partie de la collection personnelle de Claude Monet (1840–1926).

### Expositions
En 2019, le Le Noir Scipion était au Musée d'Orsay, dans l'exposition Le modèle noir, de Géricault à Matisse (26 mars 2019-21 juillet 2019), un évènement co-organisé par les Musée d'Orsay et l'Orangerie, avec The Miriam and Ira D. Wallach Art Gallery, l'Université Columbia de New York, le Mémorial ACTe de Pointe-à-Pitre et avec le concours de la Bibliothèque nationale de France.